# Narses från Maalleta
Narses från Maalleta (syrianska Narsai), död omkring 505, var en syrisk författare med tillnamnet "Den helige andes harpa".
Narses tillhörde nestorianska kyrkan. Efter 20 års verksamhet i Edessa flyttade han 457 till Nisibin, där han blev föreståndare för den nestorianska skolan. Hans 360 dikter av religiöst såväl lyriskt som episkt innehåll sägs ha fyllt 12 band. En del av dem används fortfarande i den nestorianska gudstjänsten.